# St. Nikolaus in Not (Puppenspiel)
St. Nikolaus in Not ist ein deutsch-italienisches Puppenspiel von 1967 nach der gleichnamigen Kurzgeschichte von Felix Timmermans aus dem Jahr 1924. Die Augsburger Puppenkiste inszenierte dieses Spiel in Zusammenarbeit mit dem Sender Bozen der RAI. Das Puppenspiel wurde im Schwarz/Weiß-Format gedreht.

## Handlung
Am Abend des heiligen Sankt Nikolaus sieht Cäcilie in dem Laden von Trinchen Mutser ein schönes, großes Schokoladenschiff. Sie träumt von dem Schiff und wünscht sich, es würde ihr der heilige Sankt Nikolaus bringen. Am gleichen Abend, als alle Kinder schlafen, kommt der heilige Sankt Nikolaus mit Knecht Rupprecht und dem Esel. Sie verteilen alle ihre Geschenke, doch Sankt Nikolaus muss vor dem Haus der kleinen Cäcilie entsetzt feststellen, dass er kein Geschenk für sie hat. Cäcilie belauscht sie und versucht Sankt Nikolaus zu helfen ...

## Hintergrund
- 1966 arbeitete die Augsburger Puppenkiste schon mehrfach mit der RAI zusammen. Im November 1967 kam die Augsburger Puppenkiste nach Bozen, um dort dieses Puppenspiel für die deutschsprachigen Regionen in Italien zu filmen. Im deutschen Fernsehen wurde dieses Spiel nie ausgestrahlt. Der Erstausstrahlungstermin in Italien war der 6. Dezember 1967.
- Carlo Schellemann war für das Bühnenbild zuständig, Renato Re für die Beleuchtung, und Gianfranco Desideri für den Ton. Vittorio Brignole war der Bildregisseur.

## Synchronisation
| Figur                 | Funktion                  | Sprecher          |
| --------------------- | ------------------------- | ----------------- |
| Sankt Nikolaus        | -                         | Walter Oehmichen  |
| Knecht Rupprecht      | Knecht vom Sankt Nikolaus | Max Bössl         |
| Cäcilie               | kleines Mädchen           | Gerlind Ohst      |
| Trinchen Mutser       | Ladenbesitzerin           | Rose Oehmichen    |
| Dries Andijvel        | Nachtwächter              | Wichart von Roëll |
| Frau Hüsgen           | Passantin                 | Sylvia Witschel   |
| Remoldus Keersmaekers | Dichter                   | Manfred Jenning   |
| Esel                  | Packtier                  | Manfred Jenning   |

## Medien
Im Dezember 2007 erschien bei hr-Media erstmals St. Nikolaus in Not auf der Weihnachts-Doppel-DVD Weihnachten mit der Augsburger Puppenkiste. 2009 erschien bei S.A.D Home Entertainment als Märchen-Rarität St. Nikolaus in Not und Wie das Eselchen das Christkind suchte als DVD-Video.